# El Llor
El Llor és una entitat de població del municipi de Torrefeta i Florejacs, a la comarca de la Segarra. Està situat a la zona de llevant del terme municipal, damunt un petit turó de 522 metres d'altitud. El nucli està presidit pel castell del Llor, ja esmenat l'any 1024 però actualment en ruïnes. Durant el segle xix formava part d'un municipi independent juntament amb altres nuclis com el Far i Castellmeià de l'actual terme de Torrefeta i Florejacs. El 2018 tenia 58 habitants.

## Llocs d'interès
- Nucli tancat, d'estil medieval, al peu de les ruïnes del castell.
- Església parroquial de Sant Julià amb un absis romànic.